# Саливончик Василь Анатолійович
Васи́ль Анато́лійович Саливо́нчик (1980—2023) — сержант Збройних сил України, учасник російсько-української війни. Герой України (2025, посмертно).

## Життєпис
Народився 1980 року в селі Щитинь Волинської області.
Був сержантом 24-ї окремої механізованої бригади.
Загинув 11 травня 2023 року в Донецькій області.

## Нагороди
- Звання Герой України з удостоєнням ордена «Золота Зірка» (21 лютого 2025, посмертно) — за особисту мужність і героїзм, виявлені у захисті державного суверенітету та територіальної цілісності України, самовіддане служіння Українському народові[4].